# Tellervo balina
Tellervo balina är en fjärilsart som beskrevs av Hans Fruhstorfer 1908. Tellervo balina ingår i släktet Tellervo och familjen praktfjärilar. Inga underarter finns listade i Catalogue of Life.